# Imperi Bambara
L'Imperi Bambara o Bamana (també conegut com a Imperi de Segú o Ségou) va ser un important estat precolonial d'Àfrica Occidental situat al Segú, en l'actual Mali. Era governat per la dinastia Kulubali o Coulibaly, establerta cap a 1640 per Kaladian Coulibaly, també conegut com a Fa Sine o Biton-si-o. L'imperi va existir com a estat centralitzat des de 1712 fins a la invasió Tuculor de 1861 duta a terme pel conqueridor El Hadj Umar Tall. L'idioma bambara hauria estat la llengua vehicular de la major part de la població.

## La dinastia Kulubali

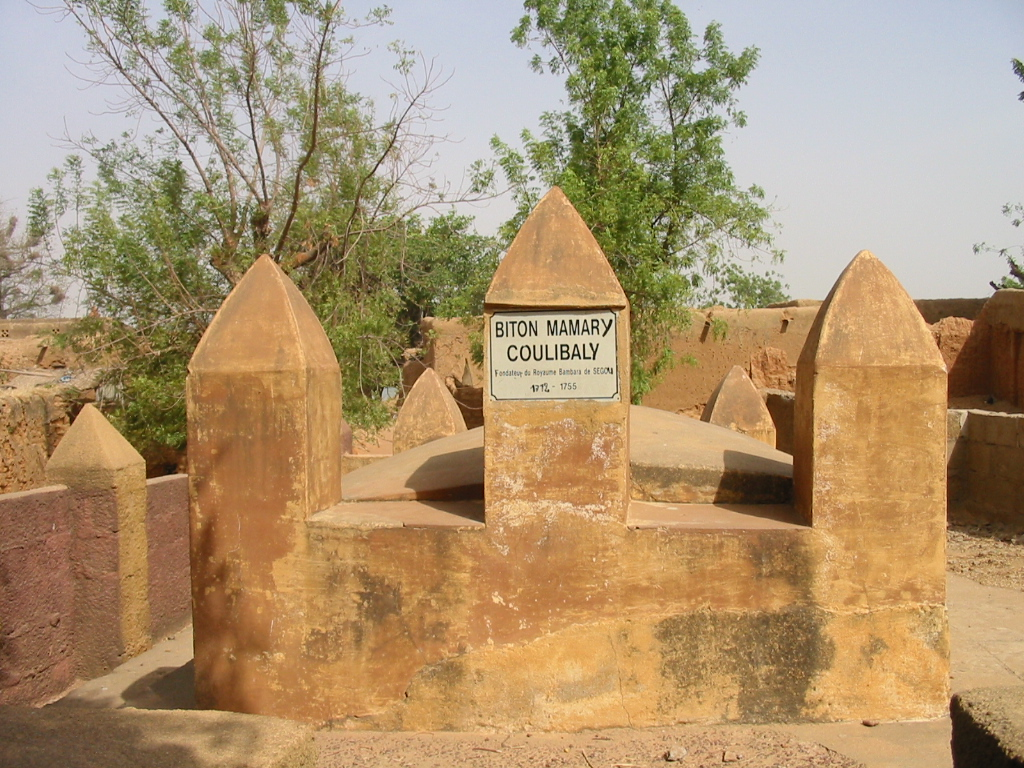
Tomba de Biton Mamary Coulibaly a Segou Koro, prop de Segou.

El 1591 en la batalla de Tondibi la Dinastia sadita va destruir l'imperi Songhai, sent atacada per l'imperi de Mali, que va ser derrotat en la batalla de Djenné en 1599, i destruït en conseqüència.
Al voltant de 1640, Fa Sine es va convertir en el tercer Faama (terme que designa al rei en mandé) d'un petit regne de bambares a la ciutat de Ségou, a Mali. Encara que va dur a terme nombroses conquestes reeixides de les tribus i regnes veïns, va fracassar en l'organització d'un satisfactori marc administratiu, i el nou regne es va desintegrar després de la seva mort, cap a 1660.
Al començament del segle xviii, Mamari Kulubali (també citat com Mamari Bitòn) es va establir a Ségou i va integrar una organització juvenil coneguda com a tòn. Mamari aviat va reorganitzar el tòn com un exèrcit personal, assumint el títol de bitòn, i va començar a sotmetre als caps rivals. Va passar a controlar Ségou, convertint-ho a la capital del nou Imperi Bámbara.
Després de fortificar la capital amb tècniques Songhai, Bitòn Kulubali va organitzar un exèrcit de diversos milers d'homes i una armada de canoes de guerra per patrullar el riu Níger. A partir d'aquest moment, va procedir a llançar diferents assalts contra els seus veïns, els regnes fulani, soninke i mossi. També va atacar Tombuctú, encara que va mantenir la ciutat solament un temps breu. Durant aquesta època va fundar la ciutat de Bla, com a lloc fronterer i armeria.
Mamari Kulubali va ser l'últim governant a ser anomenat Bitòn. Tots els següents governants van ser simplement tractats com Faama. Bakari, el primer Faama després de Mamari, va regnar entre 1710 i 1711. El Faama De-Koro va pujar al tron el 1712, regnant fins a 1736. El regne va tenir tres faamas més, amb regnats inestables de quatre anys fins a la caiguda en el caos el 1748.

## Els Ngolosi
Article principal: Dinastia Diarra.
En 1750, un esclau alliberat anomenat Ngolo Diarra es va fer amb el tron i va recuperar l'estabilitat, regnant durant prop de quaranta anys de prosperitat relativa. Els Ngolosi, els seus descendents, continuarien governant l'Imperi fins a la seva caiguda. El fill de Ngolo, Mansong Diarra, va prendre el tron després de la mort del seu pare en 1795 i va començar una sèrie de reeixides conquestes, incloent la ciutat de Tombuctú cap a 1800 i la regió de Masina.

## Economia i estructura
L'Imperi Bambara s'estructurava entorn d'institucions bambares tradicionals, com el kòmò, un cos dedicat a resoldre qüestions teològiques. El kòmò consultava sovint a escultures religioses per prendre les seves decisions.
L'economia de l'Imperi Bambara va florir gràcies al comerç, especialment d'esclaus capturats en les seves múltiples guerres. La demanda d'esclaus va portar a continuar les seves campanyes militars, la qual cosa va mantenir als bambara en un perpetu estat de guerra contra els seus veïns.
Mungo Park, en la seva estada a la capital bambara de Ségou dos anys després de la mort de Diarra, el 1795, va recollir un testimoniatge de la prosperitat de l'Imperi:

## Gihad i caiguda
En la Batalla de Noukouma, el 1818, les forces bambara es van enfrontar (i van ser derrotades) amb guerrers musulmans fulani aixecats per la gihad de Cheikou Amadu (o Seku Amadu) de Masina. L'Imperi Bambara va sobreviure però va quedar afeblit de manera irreversible. Les forces de Seku Amadu van derrotar definitivament als bambara, prenent Djenné i bona part del terriotorio al voltant de Mopti, formant així l'Imperi de Masina. Tombuctú cauria també en 1845.
El veritable final de l'imperi, no obstant això, va arribar de mà del Hadj Umar Tall, un conqueridor tuculor. Umar Tall aviat va derrotar els bambara, prenent Ségou el 10 de març de 1861, forçant a la seva població a convertir-se a l'Islam i declarant el final de l'Imperi Bambara.